# 852 (szám)
A 852 (római számmal: DCCCLXII) egy természetes szám.

## A szám a matematikában
A tízes számrendszerbeli 852-es a kettes számrendszerben 1101010100, a nyolcas számrendszerben 1524, a tizenhatos számrendszerben 354 alakban írható fel.
A 852 páros szám, normálalakban a 8,52 · 102 szorzattal írható fel.
Ötszögszám.
Érinthetetlen szám: nem áll elő pozitív egész számok valódiosztóösszeg-függvényeként.
A 852 négyzete 725 904, köbe 618 470 208, négyzetgyöke 29,18903, köbgyöke 9,48010, reciproka 0,001173.